# Stempelsteuer

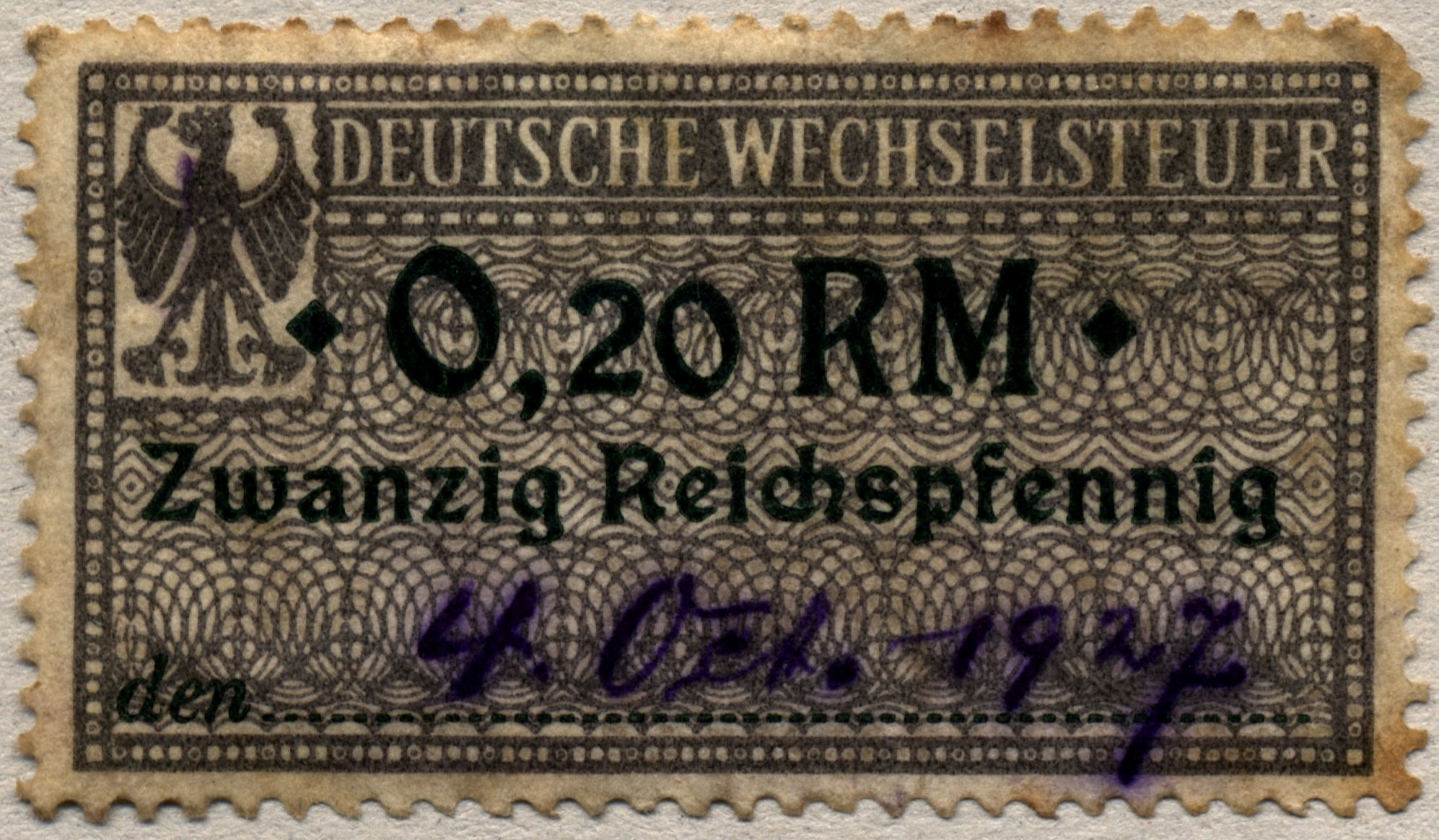
Wechselsteuermarke 1927

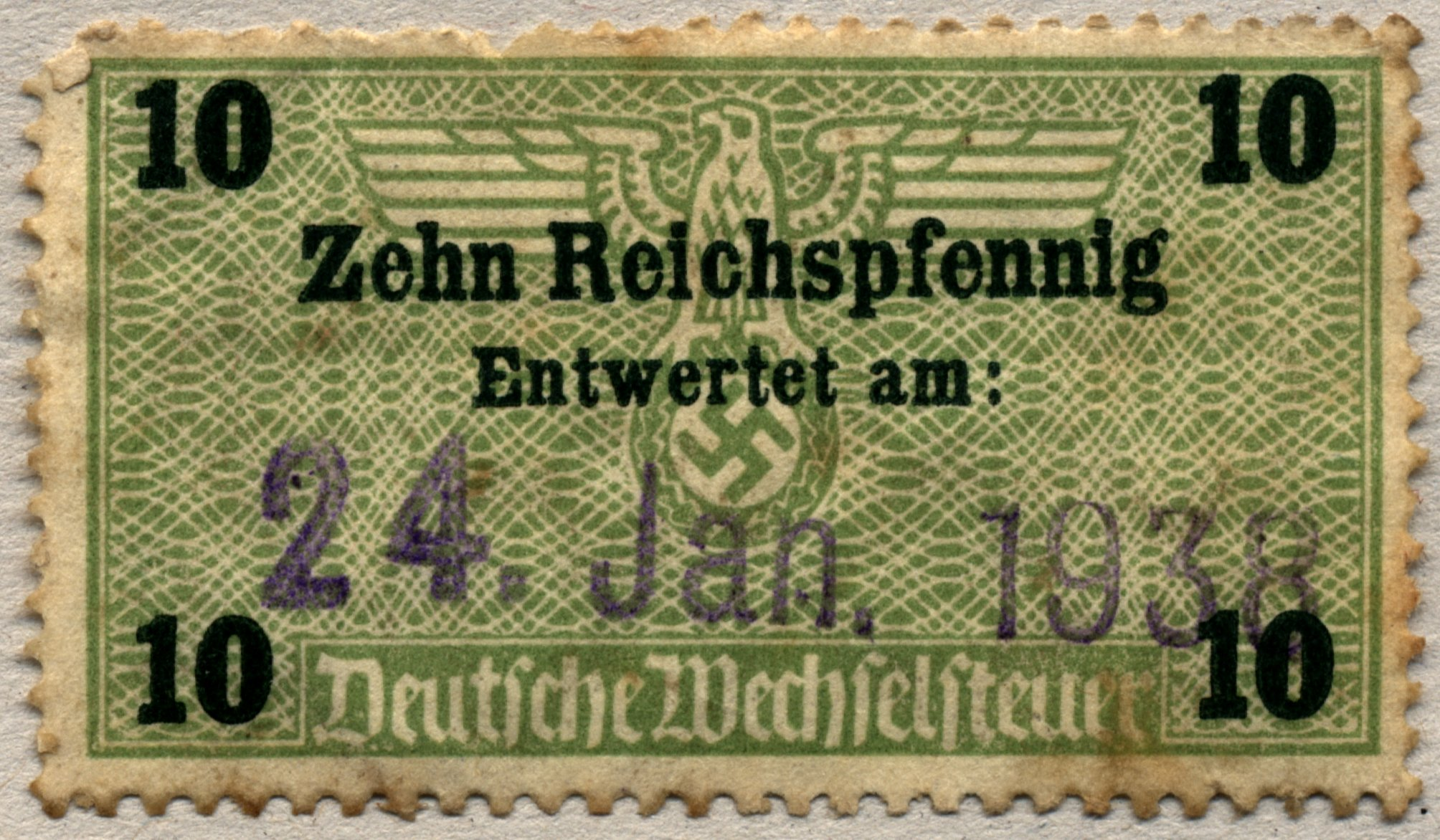
Wechselsteuermarke 1938

Als Stempelsteuern respektive Stempelgebühr (auch Stempeltaxe oder Urkundensteuer; engl. stamp duty oder stamp tax) bezeichnet man Abgaben, also sowohl Steuern als auch Gebühren, die durch Abstempeln der entsprechenden Papiere oder Gegenstände mit einem Stempel und oft einer Stempelmarke erhoben werden. Dabei decken sich die Stempelsteuern im Wesentlichen mit den Verkehrsteuern.

## Geschichte

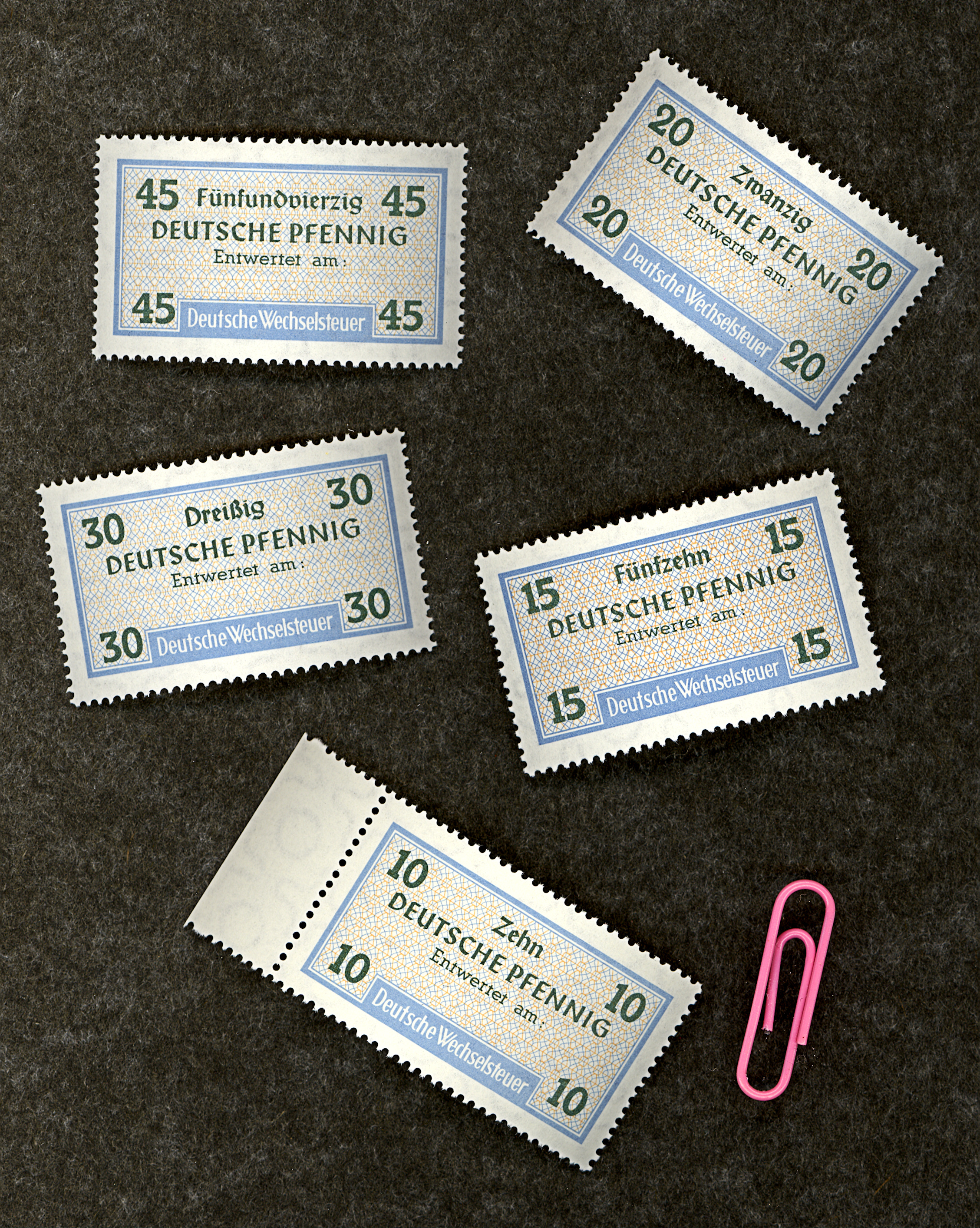
Deutsche Wechselsteuermarken, 1988

Das erste kostenpflichtige Abstempeln aller behördlicher Urkunden wurde 1765 in einem englischen Steuergesetz (Stamp Act, Stempelgesetz) eingeführt. 
Der Versuch der Briten, in den nordamerikanischen Kolonien den Stamp Act einzuführen, löste einen Eklat aus, der mit zur Unabhängigkeitserklärung und zur Gründung der USA führte. 
Die französischen Stempelsteuern waren teils Verbrauchsstempel (Dimensionsstempel von Zeitschriften, öffentlichen Ankündigungen usw.), teils Urkundenstempel (als Dimensions- oder als Wertstempel auf alle Akte der öffentlichen Agenten, der Gerichte und Verwaltungsbehörden usw.). Der englische Stempel war meistens ein Fixstempel.
Österreich führte als erster Staat 1854 das System der Stempelmarke ein, was den Amtsweg beschleunigte, zuvor mussten Dokumente tatsächlich am eigens dafür eingerichteten Stempelamt abgestempelt werden. Mit der Stempelmarke, die allerorten erhältlich waren, konnte das Dokument direkt bei der behandelnden Behörde vergütet werden.
Das Deutsche Reich besaß an solchen Stempelsteuern die Wechselstempelsteuer, den Spielkartenstempel und die Börsensteuer; in der Bundesrepublik Deutschland wurde bis 31. Dezember 1991 eine Wechselsteuer erhoben, die den Charakter einer Stempelsteuer hatte. Die Gliedstaaten verfügten über zahlreiche Urkundenstempel, Erbschaftsstempel und Gebührenstempel. Proportionell abgestuft waren hauptsächlich nur die Wechselstempelsteuern, die Erbschaftsteuern, die Stempel auf Übertragung von Grundeigentum und von einigen Wertpapieren.
Stempelsteuern gibt es heute noch beispielsweise in Österreich in Form von Stempelgebühren für zahlreiche kostenpflichtige Amtsvorgänge, beispielsweise beim Ausstellen von Ausweisen, Zeugnissen oder Beurkundungen (seit 2002 aber nicht mehr mit Stempelmarken zu entrichten) sowie in der Schweiz in Form von Stempelabgaben. In Deutschland fällt in solchen Fällen eine Bearbeitungsgebühr an.

## Situation in verschiedenen Ländern

### Vereinigtes Königreich
Im Vereinigten Königreich wird die Stamp Duty Reserve Tax seit 1986 auf Aktiengeschäfte erhoben. Die Grundstückstransaktionssteuer Stamp duty land tax leitet ihren Namen von der allgemeinen Stempelsteuer ab.

### Indien
In Indien wird die Stempelsteuer schon seit der Kolonialherrschaft unter anderem bei der Gründung von Unternehmen und Gesellschaften sowie dem Kauf oder Verkauf von Unternehmensanteilen erhoben.

### Italien
In vielen Bereichen der Gemeinden wurden Gebührenmarken zur Verlängerung von
Dokumenten verwendet.

### Japan

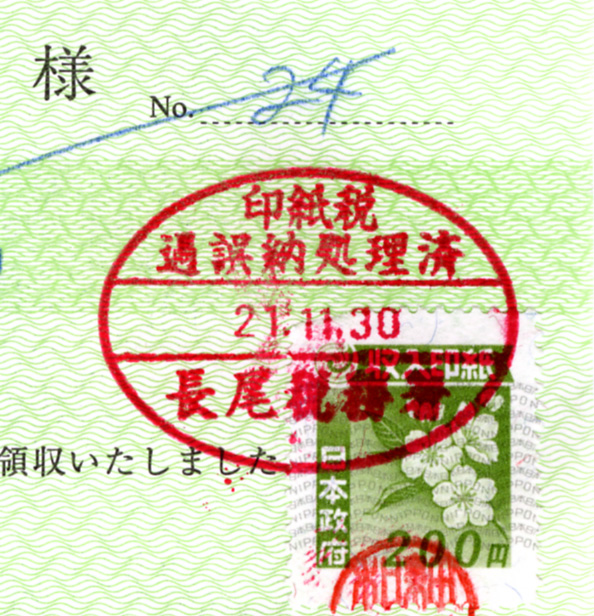
Japanische Stempelmarke auf Quittung

In Japan sind Quittungen über 10.000 ¥ mit einer Gebührenmarke (inshi) zu versehen. Ebenso sind gebührenpflichtige Anträge (z. B. Ausstellung einer Aufenthaltsgenehmigung) derart zu bezahlen. Der Vertrieb der Marken erfolgt über Geschäfte, die eine Lizenz zum Alkoholverkauf haben.

### Österreich
In Österreich gilt das Gebührengesetz (BGBl. Nr. 267/1957). Die Stempelmarke, die es seit 1854 gab, wurde mit der Euro-Umstellung seit Anfang 2002 abgeschafft. Seitdem werden Stempelgebühren bei der Amtskassa oder Überweisung auf ein Konto der Behörde entrichtet.

### Schweiz
ausführlich: Bundesgesetz über die Stempelabgaben
In der Schweiz sind die vom Bund erhobenen Stempelabgaben im Bundesgesetz vom 27. Juni 1973 über die Stempelabgaben (StG) geregelt. Die Emissionsabgabe wird bei der Ausgabe von inländischen Aktien, Stammanteilen von Gesellschaften mit beschränkter Haftung und Anteilscheinen von Genossenschaften, Partizipationsscheinen und Genussscheinen erhoben. Ebenfalls erhoben wird eine Umsatzabgabe auf dem Umsatz von inländischen und ausländischen Obligationen, Aktien, Stammanteilen von Gesellschaften mit beschränkter Haftung und Anteilscheinen von Genossenschaften, Partizipationsscheinen, Genussscheinen, Anteilen an kollektiven Kapitalanlagen gemäss Kollektivanlagengesetz vom 23. Juni 2006 (KAG) sowie Papieren, die den genannten Urkunden gleichgestellt sind. Die Umsetzung des Bundesgesetzes über die Stempelabgaben ist in der Verordnung vom 3. Dezember 1973 über die Stempelabgaben (StV) näher umschrieben. Darüber hinaus gibt die Eidgenössische Steuerverwaltung verbindliche Kreisschreiben, Rundschreiben und Merkblätter zur Erhebung der Stempelabgaben aus.

### Spanien
Anträge bei Behörden sind auf genormtem papel de estado („staatlichem Papier“ mit eingedruckter Gebührenmarke), das über Tabakgeschäfte (estanco) vertrieben wird, einzureichen. Seit den 1990ern befindet  sich auf dem Papier, statt der früher üblichen Marke, lediglich ein roter Punkt (ca. 1,5 cm).

### Zypern
In Zypern muss zum Beispiel für einen Kaufvertrag für ein Haus, bevor dieser im Grundbuchamt hinterlegt werden kann, eine entsprechende Stempelsteuer innerhalb von 30 Tagen bezahlt werden. Diese richtet sich dabei nach dem Kaufpreis des Kaufobjektes.

### Frankreich
In Frankreich gibt es die timbre fiscal diese wird bis heute genutzt um die entsprechenden Steuern und Abgaben zu bezahlen. In Papierform oder digital.